# قورباغه جنگلی
قورباغه جنگلی (Lithobates sylvaticus یا Rana sylvatica) یک گونه قورباغه است که پراکنش گسترده‌ای در آمریکای شمالی دارد، از جنگل شمالی کانادا تا آپالاش جنوبی، با چندین جمعیت جدا از هم قابل توجه گسترش می‌یابد. از جمله دشت شرقی کارولینای شمالی. قورباغه جنگلی به دلیل تحمل یخ‌زدگی، درجه نسبتاً زیاد زمین‌گرایی (برای یک قورباغه راستین)، انجمن‌های زیستگاهی جالب (باتلاق‌های ذغال‌سنگ نارس، آبگیرهای بهاری، ارتفاعات) و جابجایی‌های نسبتاً دوربرد، توجه زیست‌شناسان را به خود جلب کرده‌است.
بوم‌شناسی و حفاظت از قورباغه‌های جنگلی در سال‌های اخیر توجه پژوهشی را به خود جلب کرده‌است، زیرا اغلب آنها را زادآوران "اجباری" در تالاب‌های زودگذر (که گاهی "ابگیرهای بهاری " نامیده می‌شوند) در نظر می‌گیرند، که خود بیشتر از گونه‌هایی که در آنها تولید می‌کنند، در خطر هستند. قورباغه جنگلی به عنوان دوزیست رسمی ایالت نیویورک پیشنهاد شده‌است.
قورباغه جنگلی چرخه زندگی پیچیده‌ای دارد که به چندین زیستگاه، دشت‌های نمناک و جنگل‌های مجاور بستگی دارد؛ بنابراین، حفاظت از زیستگاه آنها پیچیده‌است و نیاز به حفظ یکپارچه در مقیاس چشم‌انداز دارد.
رشد قورباغه جنگلی در مرحله نوزادی تحت تأثیر منفی نمک جاده‌ای که اکوسیستم‌های آب شیرین را آلوده می‌کند، شناخته شده‌است.

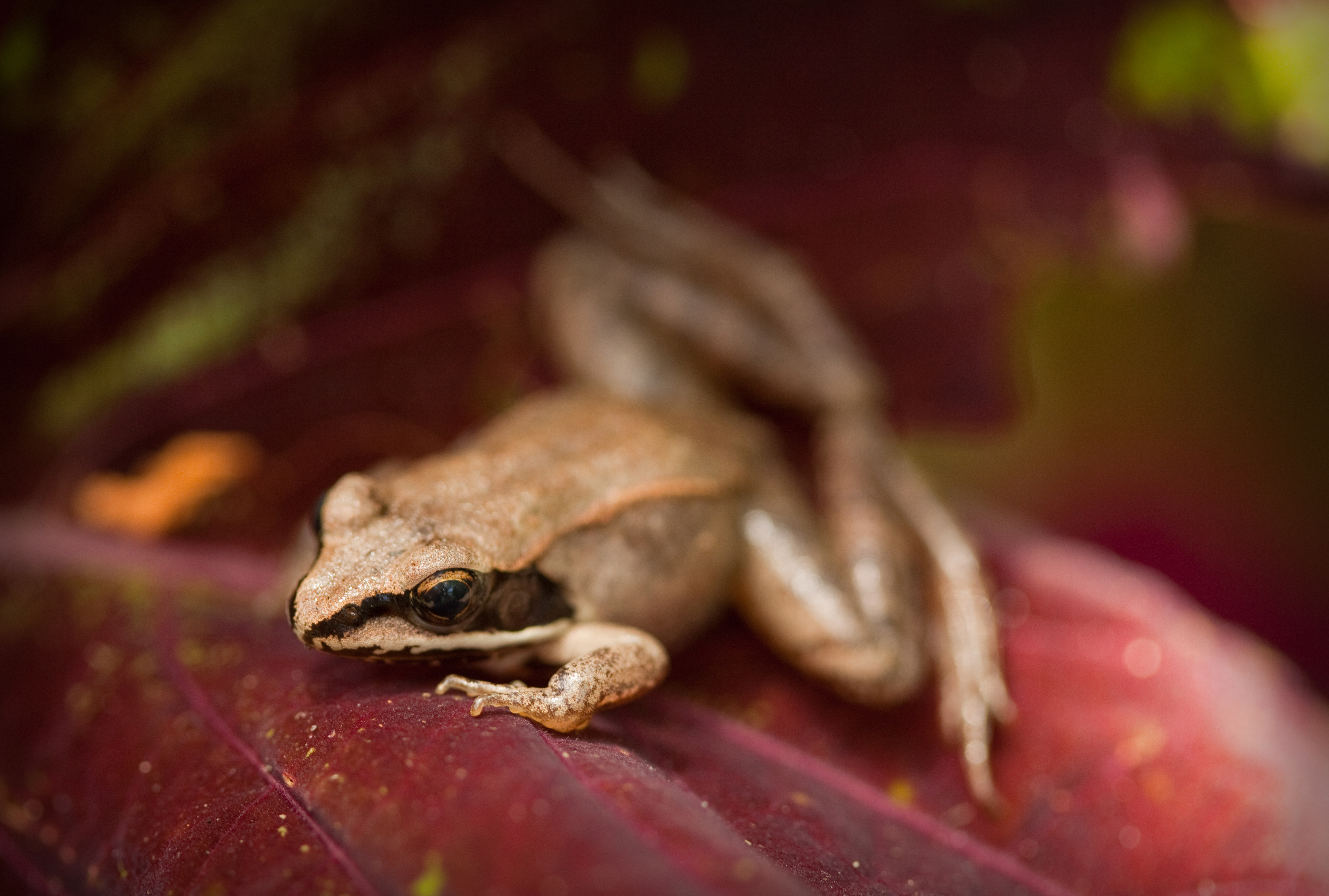
نیوجرسی Pine Barrens رنگ پوست روشن‌تر را نشان می‌دهد

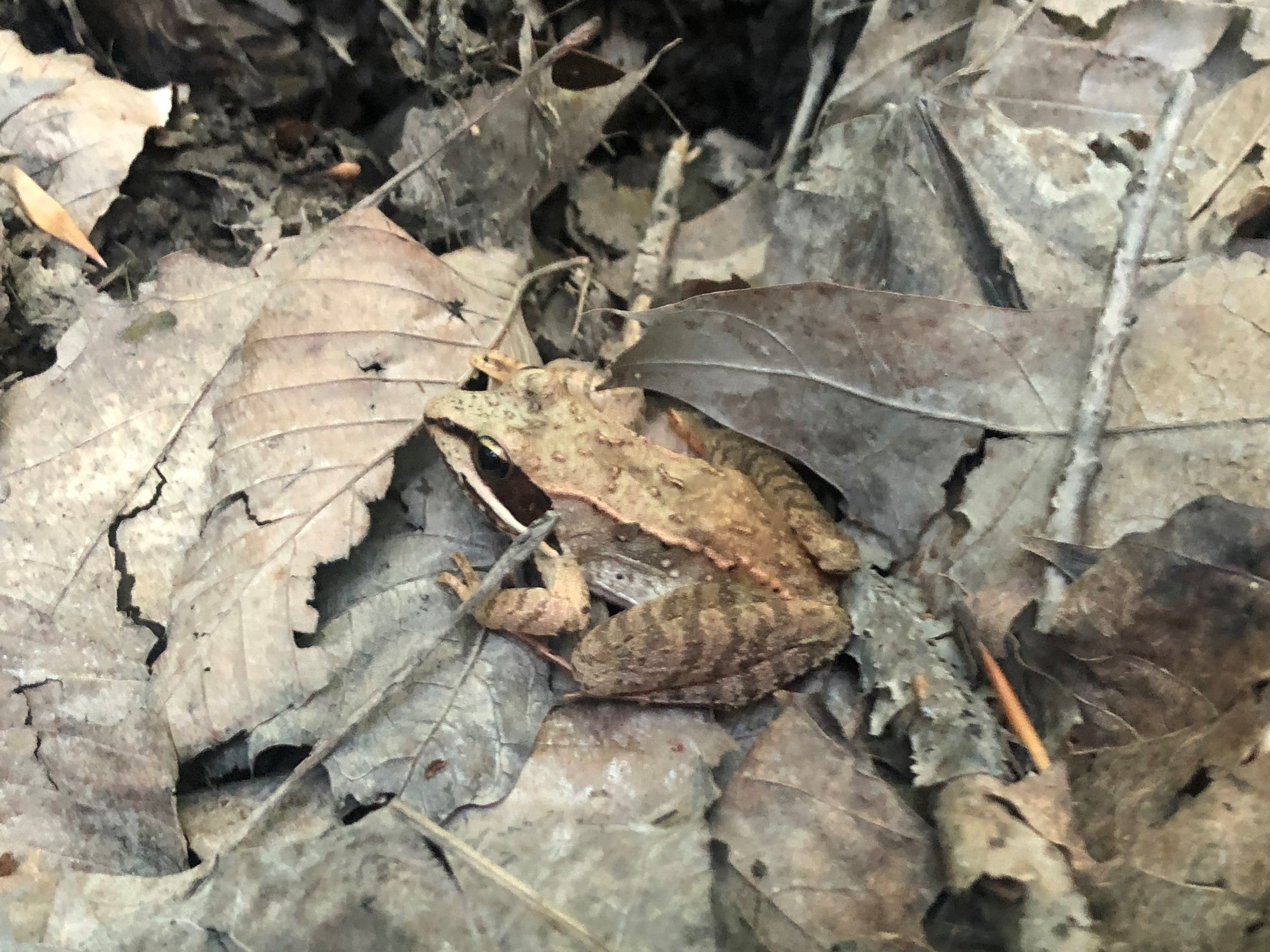
پارک ایالتی دریاچه دارین، که الگوی استتار برگ زمینی را نشان می‌دهد